# Yeak Rom
Yak Rom là tên của một loại hình nghệ thuật múa cổ điển của người Khmer ở miền Nam Việt Nam. Yak Rom tiếng Khmer là យក្សរាំ phiên âm tiếng Việt là "dặc ròm" dịch nghĩa là múa chằn. Vũ kịch này không phải vũ kịch cung đình hoàng gia mà được coi là vũ kịch dân gian truyền thống.

## Lịch sử
Vũ kịch mặt nạ Yak Rom ngày xưa còn gọi là Vong Rom là một phần của Robam Khmer ra đời rất lâu từ khoảng thế kỉ 19 tại Nam Bộ. Loại hình múa này là một biến thể dựa theo vũ kịch mặt nạ Lakhol Khol biểu diễn lại tuồng tích Riêm Kê của Campuchia kết hợp với điệu múa uyển chuyển trên nền nhạc cụ Ping Peat truyển thống biểu diễn trong các buổi lễ lớn của người Khmer. Khác với Lakhol Khol của Campuchia các nghệ sĩ Khmer Krom đã chuyển thể thành những bài múa chủ yếu sử dụng động tác cơ thể như tay, chân,..để tạo hình nên trạng thái tính cách của các nhân vật nổi bật nhất trong sử thi Ramayana của Ấn Độ. Vũ kịch Robam Yak Rom từ lúc ra đời đến nay không biểu diễn trong cung đình hoàng gia mà chỉ phục vụ theo hình thức đoàn diễn từ vùng này đến vùng khác trong những phum sóc có đông đồng bào dân tộc Khmer. Vì vậy, Robam Yak Rom không được coi là vũ kịch hoàng gia mà chỉ được coi là vũ kịch dân gian truyền thống. Các nhân vật trong câu chuyện cũng bị cắt bỏ hoặc thay thế để phù hợp với loại hình múa này.
Trước khi Robam Yak Rom xuất hiện, vũ kịch cổ Reamker tương tự như ở Campuchia từng phát triển khắp nơi. Những người Khmer ở Nam Bộ đã thay đổi cách diễn cũ để ai cũng có thể dễ dàng tiếp thu và cùng phát triển loại hình vũ kịch này.
Những mầm móng của Robam Yak Rom xuất hiện đầu tiên vào thế kỉ 19 trên vùng đất mang đậm bản sắc văn hoá Khmer.
Robam Yak Rom của người Khmer được đưa vào danh sách di sản phi vật thể cần được bảo vệ, gìn giữ và phát triển. 